# Bussière-Poitevine
Bussière-Poitevine (tiếng Occitan: Bussiére) là một xã của tỉnh Haute-Vienne, thuộc vùng Nouvelle-Aquitaine, miền trung nước Pháp.